# Joy Markert
Joy Markert (* 1942 in Tuttlingen, Württemberg) ist ein deutscher Schriftsteller, Hörspielautor und Verfasser von Filmdrehbüchern.

## Biographie
Joy Markert wurde als Hans-Günter Markert im schwäbischen Tuttlingen an der Donau geboren, wuchs in Stuttgart auf, mit alleinerziehender Mutter und drei Schwestern. Nach der Mittleren Reife und einer Inspektorenausbildung ging Markert 1964 nach Berlin, wo er als Stadtinspektor z. A. im Jugendamt Wilmersdorf tätig war. Anfangs wohnte er mit Rosa von Praunheim in einer Charlottenburger WG, gab eine Zeitschrift für Lyrik und Graphik heraus, zog dann nach Kreuzberg in eine Fabrik-WG mit seiner ersten Ehefrau Angela Neumann sowie mit Elfi Mikesch, Fritz Mikesch und anderen Künstlern.
1968 verließ er den Beamtenberuf und gründete eine Trebegängerkommune für Straßenkinder in Kreuzberg. Bei Regisseuren erlernte er das Filmhandwerk und war in den 1970er-Jahren hauptsächlich als Drehbuchautor und Regieassistent von Robert van Ackeren tätig und drehte eigene Kurz- und Experimentalfilme. Später schrieb er Drehbücher für Fernsehspiele, Theaterstücke, Lyrik und Erzählungen, bevorzugte dann immer mehr das Radio (Hörspiele, Radioerzählungen, Essays, Geschichten und Hörspiele für Kinder, Features).
In den 1980er-Jahren war Markert Vorstandsmitglied im BAF Berliner Arbeitskreis Film, im VS-Landesbezirk (West-)Berlin, organisierte u. a. mit maltesischen Schriftstellerinnen und Schriftstellern eine Woche der maltesischen Literatur in Berlin, woraus die erste deutschsprachige Anthologie dieser Literatur entstand. Er nutzte lange Zeit regelmäßig die Wohnung eines Freundes auf Malta. Seine Texte, schrieb die Illustrierte Stadtzeitung von Berlin zitty 1989 nach Erscheinen seines Malta-Buches, seien „Wahrnehmungskünste“ und „kleine Glücksmomente“. Im selben Jahr sendete der SFB einen Radio-Essay des Medienwissenschaftlers Manfred Mixner über den Autor mit dem Titel Von der Klugheit des Empfindens, in dem er Markert als Schriftsteller mit „Subversionsstrategien“ bezeichnete, womit auch eine politische Haltung gemeint sei.
In den 90er-Jahren war er freier Lektor für den UFA-Konzern und teamworx Berlin. Seit 1995 ist Joy Markert mit der Autorin Sibylle Nägele verheiratet, die beiden leben in Berlin-Schöneberg.

## Werke (Auswahl)
| - Die Potsdamer Straße. Geschichten, Mythen und Metamorphosen, zusammen mit Sibylle Nägele, Berlin 2006 - Nachtcafé Schroffenstein, zusammen mit Sibylle Nägele, Berlin 1994 - Malta – Reisen eines Ahnungslosen in die Steinzeit, Rieden 1989, 2. Aufl. 1990 - Asyl, Berlin 1985 - Die Göttin von Malta, 1996 - Ich fühle was, was du nicht fühlst (Drehbuch und Regie), zusammen mit Helga Krauss, 1982 - Das andere Lächeln, zusammen mit Robert van Ackeren, 1978 - Belcanto, zusammen mit Robert van Ackeren, 1977 - Der letzte Schrei, zusammen mit van Ackeren und Iris Wagner, 1975 - Harlis, zusammen mit van Ackeren und Iris Wagner, 1972, ausgezeichnet mit dem Bundesfilmpreis und dem Ernst-Lubitsch-Preis - Erichs Tag, Berlin 1987 - Asyl, Berlin 1984 | - Jil und Khaled – ein neuer Fall für Cher Ebinger, Kriminalhörspiel, Deutschlandradio Kultur 2015 (52'58 Min.) - Der Mendelssohnriss, Kriminalhörspiel, Deutschlandradio Kultur 2014 (54'25 Min.) - Bello e impossibile oder die Dohmsche Verführung, Kriminalhörspiel, Deutschlandradio Kultur 2013 (50'12 Min.) - Die Chamissofalle, Kriminalhörspiel, Deutschlandradio Kultur 2011 (ca. 56'30 Min.) - The Beat Goes On oder Die Hölderlinakte, Kriminalhörspiel, Deutschlandradio Kultur 2010 (54'30 Min.) - Die Hechinger Madonna, Kriminalhörspiel, Deutschlandradio Kultur 2008 - Die Malteser Bescherung, Kriminalhörspiel, Deutschlandradio Kultur 2005 (53'52 Min.) - Reihe Diakonissenkrimis, 2003–2007 - Salammbô, nach dem Roman von Gustave Flaubert, 2003 - Gecko träumt, Tragikomödie, Saarländischer Rundfunk, 2001 - Akkordeon, 1988 - Schneckenhaussyndrom und die Lust nach draußen (Buch und Regie gemeinsam mit Augustin Jagg), 1986 - Menschenkette (und Regie), 1985 - Der Hippie-Beamte (und Regie), 1979 Weitere Radioarbeiten: - vor allem für den RBB (früher SFB) zahlreiche „Passagen“-Sendungen und Kindergeschichten für Ohrenbär. |